# کارمن (فیلم ۱۹۴۲)
کارمن (انگلیسی: Carmen) فیلمی به کارگردانی کریستین-ژاک محصول سال ۱۹۴۲ است.